# Huayuan
Huayuan léase Juá-Yuán (en chino:花垣县, pinyin:Huāyuán xiàn) es un  condado bajo la administración directa de la prefectura autónoma de Xiangxi. Se ubica al noroeste de la provincia de Hunan, sur de la República Popular China. Su área es de 1111 km² y su población total para 2015 fue de +300 mil habitantes.

## Administración
El condado de Huayuan se divide en 12 pueblos que se administran en 9 poblados y 3 villas.